# Bucur Obor

Blocul ALMO și magazinul Bucur Obor (inaugurat în 1975)

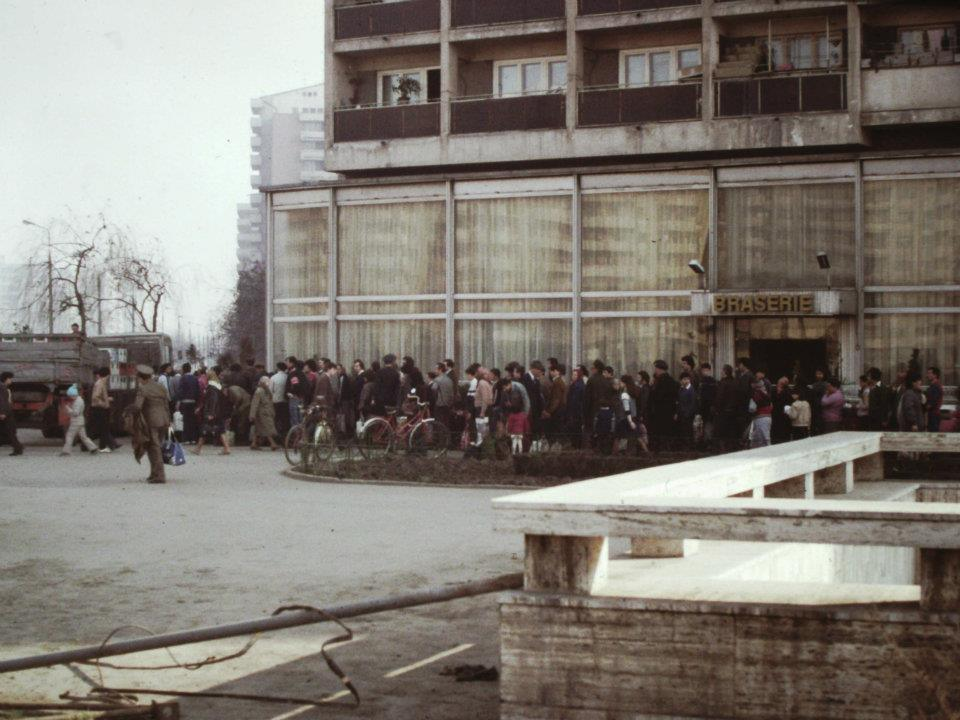
Oameni așteptând în linie pentru ulei la Bucur obor în 1986

Bucur Obor este un centru comercial din București.
Compania Bucur Obor, care administrează centrul comercial, a înregistrat o cifră de afaceri de 28.219.850 lei in anul 2016 si 21.784.718 lei în  Trimestrul III 2017 9.
Cei mai importanți acționari ai societății sunt SC AMADEUS GROUP SRL loc. BUCURESTI  cu 54,4351 % din titluri  și  Gelu Manea, cu un pachet de 16,05% din titluri.

## Istoric
În anul 1975 se inaugura blocul ALMO (Ansamblul de Locuințe și Magazine Obor) și magazinul Bucur Obor (București Obor)